# Jean Deoutte
Jean Deoutte, francoski general, * 1866, † 1938.